# 1659
Епоха великих географічних відкриттів •  Ганза •  Річ Посполита •  Запорозька Січ •  Руїна

## Геополітична ситуація
Османську імперію очолює Мехмед IV (до 1687). Під владою османського султана перебувають Близький Схід та Єгипет, Середземноморське узбережжя Північної Африки, частина Закавказзя, значні території в Європі: Греція, Болгарія і Сербія. Васалами османів є Волощина та Молдова.
Священна Римська імперія — наймогутніша держава Європи. Її територія охоплює, крім німецьких земель, Угорщину з Хорватією, Богемію, Північну Італію. Її імператор — Леопольд I Габсбург (до 1705).
Габсбург Філіп IV Великий є королем Іспанії (до 1665). Йому належать Іспанські Нідерланди, південь Італії, Нова Іспанія, Нова Гранада та Нова Кастилія в Америці, Філіппіни. Королем Португалії проголошено Альфонса VI, хоча Іспанія це проголошення не визнає. Португалія має володіння в Бразилії, Африці, Індії, в Індійському океані та Індонезії.
Північ Нідерландів займає Республіка Об'єднаних провінцій. Вона має колонії в Північній Америці, Індонезії, на Формозі та на Цейлоні. Король Франції — Людовик XIV (до 1715). В Англії триває Англійська революція, встановлено Англійську республіку. Англія має колонії в Північній Америці та на Карибах. Король Данії та Норвегії — Фредерік III (до 1670), король Швеції — Карл X Густав (до 1660). На Апеннінському півострові незалежні Венеціанська республіка та Папська область. Королем Речі Посполитої є Ян II Казимир (до 1668).
Царем Московії є Олексій Михайлович (до 1676).
Україну — Козацьку державу очолює гетьман Іван Виговський, потім Юрій Хмельницький. На півдні України існує Запорозька Січ. Існують Кримське ханство, Ногайська орда.
В Ірані правлять Сефевіди.
Значними державами Індостану є Імперія Великих Моголів, в якій править Аурангзеб, Біджапурський султанат, султанат Голконда, Віджаянагара. В Китаї править Династія Цін. У Японії триває період Едо.

## Події

### В Україні
- У травні сейм Речі Посполитої ратифікував Гадяцький договір в урізаному вигляді, без згадки про Велике князівство Руське.
- Московсько-українська війна:
  - Московські війська окупували Лівобережжя.
  - 7 липня козацькі загони на чолі з Іваном Виговським розбили московське військо під Конотопом (Конотопська битва 1659).
  - Відбулося повстання Богуна.
  - 11 вересня на чорній раді Іван Виговський склав булаву гетьмана. Новим гетьманом обрано Юрія Хмельницького.
  - 17 жовтня в Переяславі під тиском московитів, чиї війська, скориставшись громадянською війною в Україні, окупували Лівобережжя, Юрій Хмельницький підписав принизливі «Переяславські статті».

### У світі
- 7 листопада підписано Піренейський мирний договір, що завершував 24-літню війну між Францією та Іспанією. Згідно з ним Іспанія поступалась Франції територіями на північ від Піренеїв.
- У Франції Ніколя Фуке став єдиним суперінтердантом фінансів.
- Англійська революція:
  - 22 квітня лорд-протектор Річард Кромвель розпустив парламент.
  - 12 жовтня парламент-охвістя звільнив генералів, зокрема Джона Ламберта.
  - 13 жовтня Джон Ламберт розігнав парламент-охвістя.
  - Генерал Монк почав наступ з Шотландії на Лондон із вимогою обрання нового парламенту.
  - 26 грудня відбулося відновлення Довгого парламенту.
- Нідерланди, Англія та Франція підписали в Гаазі мирну угоду.
- Шведсько-данська війна:
  - Шведи напали на Копенгаген, але зазнали невдачі.
- Португальці, відстоюючи незалежність, завдали поразки іспанським військам у Алваші.
- 27 жовтня в американській колонії Массачусетс за рішенням суду страчено двох квакерів Вільяма Робінсона і Мармадюка Стівенсона, які приїхали у 1656 році з Англії і порушили закон колонії від 1658 року, про заборону квакерам селитись у Массачусетсі.
- Англійці окупували острів Святої Єлени.
- Завершилася курляндська колонізація Америки.
- Нідерландці захопили Палембанг на Суматрі.
- За оцінками, треть населення Сіаму померла від віспи.
- Правитель маратхів Шиваджі вбив Афзал Хана, очільника біджапурського війська.

## Культура та наука
- Відбулася прем'єра п'єси Корнеля «Едіп».
- Марія Терезія Іспанська привезла в Париж шоколад.
- Оприлюднено портрет Марії Терезії роботи Дієго Веласкеса.

## Померли
Дивись також Категорія:Померли 1659
- 10 жовтня — Абель Тасман, голландський мореплавець, дослідник австралійських (південних) морів